# Jürgen Wegmann
Jürgen Wegmann (Essen, 31 maart 1964) is een Duitse voormalig voetballer die bij voorkeur als aanvaller speelde.

## Carrière
Wegmann is geboren in Essen. Wegmann is begonnen met voetballen in zijn jeugd bij DJK Wacker Bergeborbeck. In 1981 speelde hij bij Rot-Weiss Essen waar hij 65 competitiewedstrijden gespeeld heeft en 32 doelpunten heeft gescoord. Daarna ging hij twee seizoenen voetballen bij Borussia Dortmund waar hij 70 wedstrijden heeff gespeeld en 20 doelpunten scoorde. In 1988 won hij de titel Doelpunt van het jaar voor zijn doelpunt in de wedstrijd Bayern München - 1. FC Nürnberg waar hij in de 35e minuut een doelpunt maakte. Wegmann won met Bayern München de Duitse Supercup en de Bundesliga. 
Wegmann maakte zijn debuut voor Duitsland onder 21 in 1984. Waar hij 4 wedstrijden heeft gespeeld voor de nationale ploeg.
Hij beëindigde zijn voetbalcarrière in 1995.

## Erelijst

### Bayern München
- Bundesliga (1): 1988-1989
- Duitse supercup (1): 1987[4]

#### Borussia Dortmund
- Duitse supercup (1): 1989[5]